# Médaille Kołos
La médaille Kołos est une médaille de prestige remise par l'Université de Varsovie et la Société polonaise de chimie qui récompense tous les deux ans un scientifique pour ses travaux en chimie physique expérimentale ou théorique. Elle fut créée en 1998 afin de rendre hommage à la vie et la carrière de Włodzimierz Kołos, considéré comme l'un des pères fondateurs de la chimie quantique moderne.
Les récipiendaires sont :
- 1998 : Roald Hoffmann
- 2000 : Richard Bader
- 2002 : Paul von Ragué Schleyer (en)
- 2005 : Jan Peter Toennies (en)
- 2007 : Jeremy M Hutson (en)
- 2009 : Joachim Sauer
- 2011 : Yuan Tseh Lee
- 2013 : Philip Coppens (en)
- 2015 : Frederic Merkt
- 2017 : Walter Thiel